# Kokcidióza dravců
Kokcidiózu u sokolovitých dravců (Falconidae) způsobují kokcidie z rodu Caryospora, jejichž oocysty obsahují jednu sporocystu s 8 sporozoity a jejichž endogenní vývoj probíhá v enterocytech tenkého střeva. Nejčastěji se diagnostikují C. neofalconis (oocysty velikosti 40 x 35 µm) a C. kutzeri (25 x 30 µm). Infekce dravců mohou probíhat subklinicky nebo za příznaků hubnutí, anorexie a průjmů různé intenzity. Léčebně se používají sulfonamidy nebo toltrazuril.